# تترای فانتوم سیاه
تترای فانتوم سیاه (نام علمی: Hyphessobrycon megalopterus) نام یک گونه از تیره کاراسینان است.

## همچنین ببینید
- لیست گونه های ماهی آکواریومی آب شیرین